# タンポポの詩
『タンポポの詩』（タンポポのうた）は、2003年8月13日に発売されたTHE ALFEE51枚目のシングル。

## 概要
テレビ朝日系アニメ『ドラえもん』8代目のエンディングテーマとして使用された。
THE ALFEEにとって、テレビアニメ単独のタイアップ曲は、1994年「冒険者たち」「エルドラド」（2作同時発売）以来約9年振り2度目である。
本作のジャケットは、ドラえもんを前面に出した（TOCT-4499）とTHE ALFEEを前面に、後面には色々な姿のドラえもんとメンバーが大きな建物の前にいる姿を描いた（TOCT-4500）2種類がある。
アニメの登場人物がシングル・ジャケットに描かれたのは『君が通り過ぎたあとに -Don't Pass Me By-』『Justice For True Love』に続き、3回目であるが、テレビアニメのテーマでは初。
本作はTHE ALFEEのシングルでは唯一、CCCD仕様でリリースされた。
カップリング曲は既発アルバムのアレンジ・ヴァージョン（詳細後述）。

## 収録曲
全曲　作詞・作曲：高見沢俊彦　編曲：THE ALFEE
1. タンポポの詩
テレビ朝日系アニメ『ドラえもん』8代目エンディングテーマ[1]。
2. SWINGING GENERATION 2003
アルバム『AGES』の収録の「SWINGING GENERATION」を、ライブでのテイクに準じたアレンジでスタジオレコーディングしたもの。
3. タンポポの詩 (Original Instrumental)

## 参加ミュージシャン
- 長谷川浩二（Drums）
- 山石敬之（Keyboards）
- 杉山卓夫（Hammond Organ）

## 楽曲の収録アルバム
- 『Going My Way』（#1）
- 『THE ALFEE 30th ANNIVERSARY HIT SINGLE COLLECTION 37』（#1）
  - 同作への収録が、CD-DAへの初収録となった。
- 『THE ALFEE SINGLE HISTORY VOL.VI 2002-2008』（#1）
- 『ドラえもん 歌の大全集』

## 関連作品
- 『THE ALFEE 30th ANNIVBERSARY VIDEO CLIPS Ⅱ』（DVD 2004年9月15日） - 「タンポポの詩」のプロモーションビデオを収録。後にBlu-ray版が再発売された。